# Air Bretagne Centre
Air Bretagne Centre était une compagnie aérienne française basée sur l'aérodrome de Pontivy, en Bretagne et assurant des vols à la demande et des lignes saisonnières.

## Histoire
Air Bretagne Centre était créée en 1973 auprès du Tribunal de Commerce de Lorient.
Elle était basée sur l'aérodrome de Noyal-Pontivy.
Elle obtenait son autorisation de transport aérien de marchandises et de passagers en 1975,.
Elle est l'une des nombreuses sociétés aériennes bretonnes comme Rousseau Aviation, Brit Air "Brittany Air International", Air Lorient, Air Ouest, Air Bretagne, Finistair, Thalass Air (ou Air Bobet), Diwan ou Bretagne Air Services.
Elle aura eu un nom similaire à de nombreuses sociétés d'aviation Bretonnes comme Trans Air Bretagne (Quimper), Air Bretagne (Pontivy), Air Bretagne Services (Rennes), Air Bretagne Centrale (Pontivy) ou Air Centre Bretagne (Pontivy).
Elle assurait également des lignes saisonnières. Elle possédait un Aero commander 500B de 7 places, avion destiné à la base au transport de passagers et fret pour les compagnies aériennes locales à faible rayon ou en version militaire.
Elle cessait son activité en 1980.

## Le réseau
Europe, France, Grande-Bretagne.

## Flotte
- Cessna 172[7]
- Aero Commander 500B immatriculé F-BUUZ[8].
- Jodel D.112 immatriculés F-BICH[9] et F-BFTM[10].
- Robin CEA DR-135 Petit Prince immatriculé F-BRFU[11].